# Diglossa plumbea
Diglossa plumbea là một loài chim trong họ Thraupidae.

## Hình ảnh

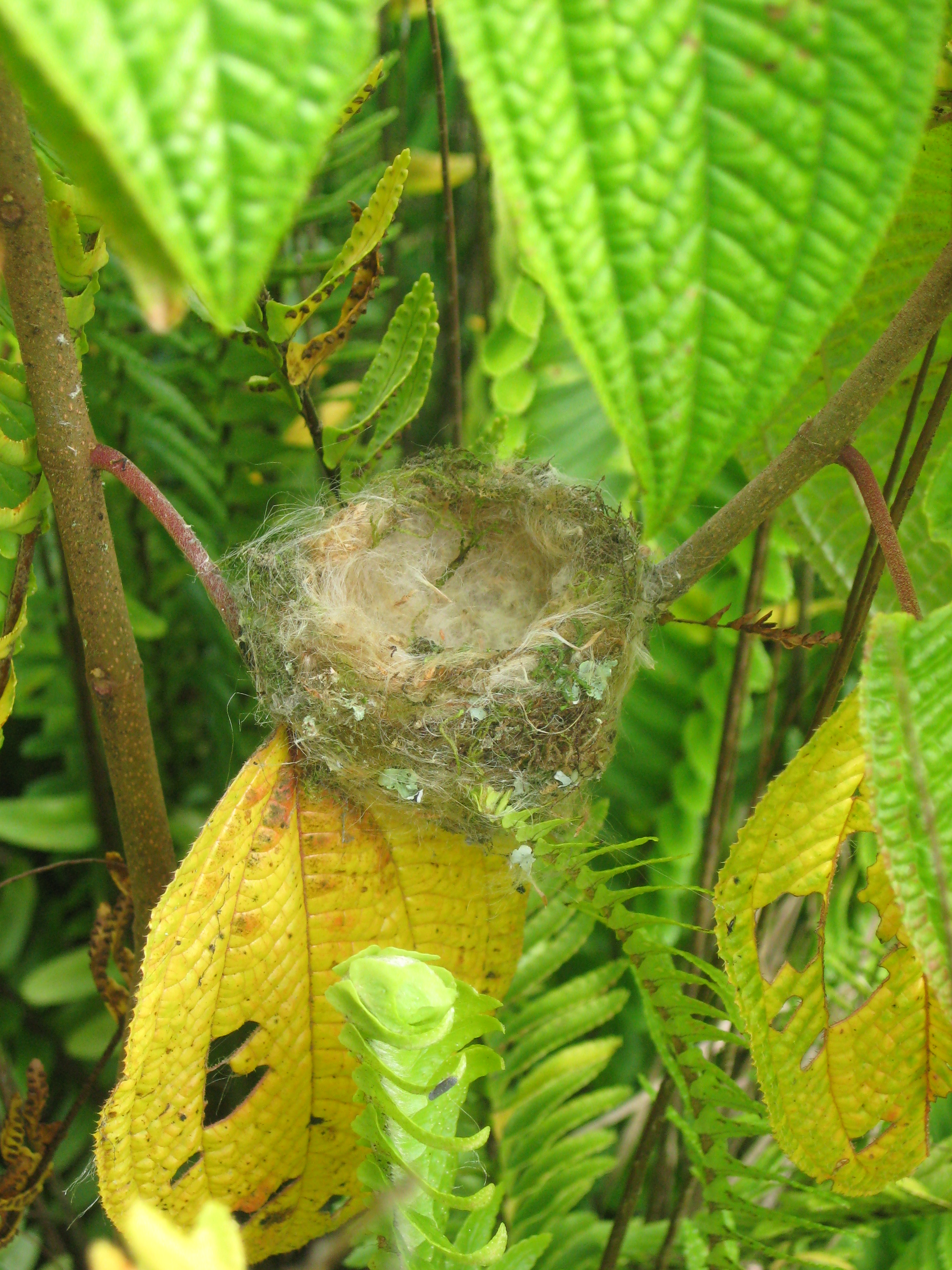
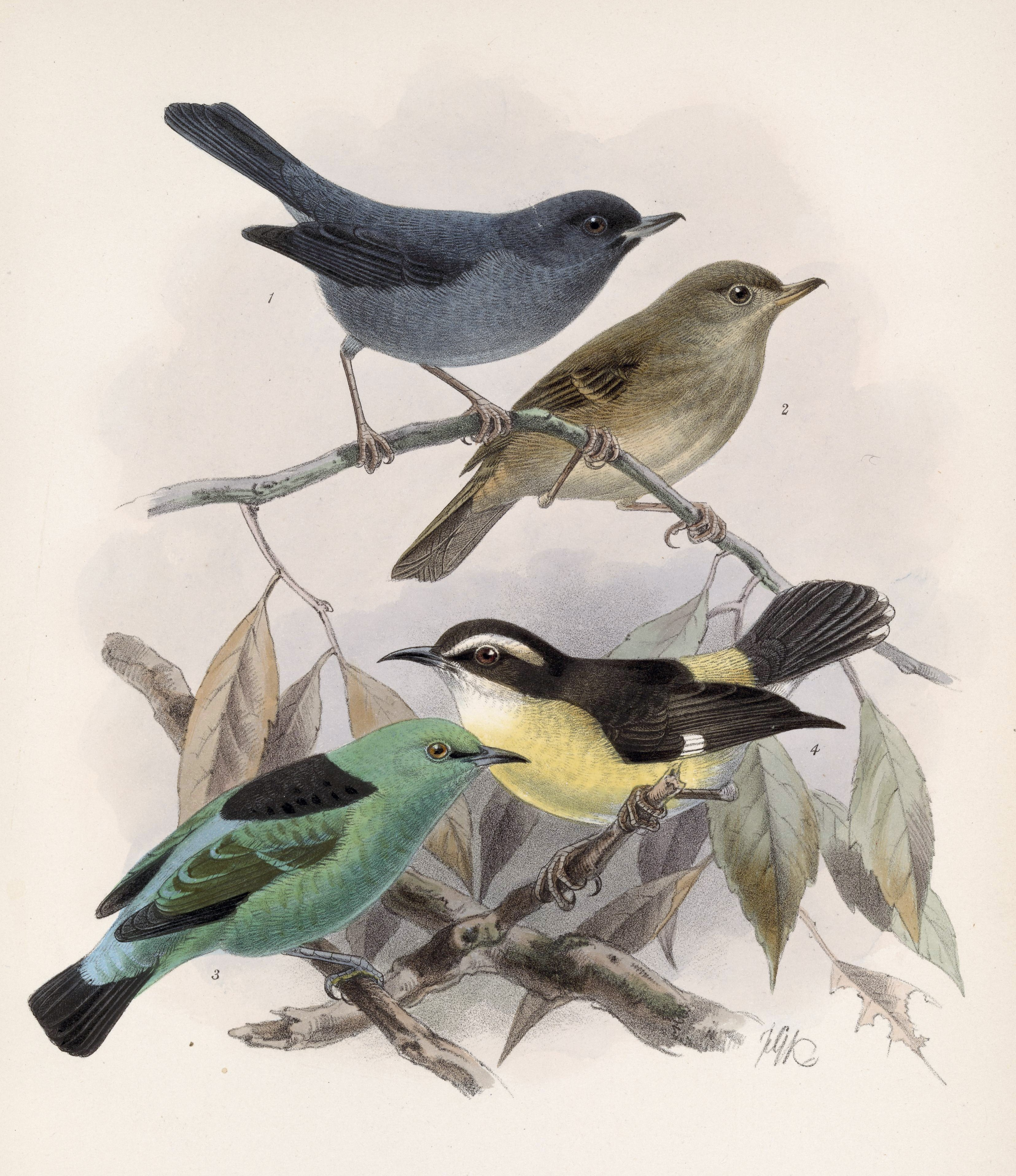
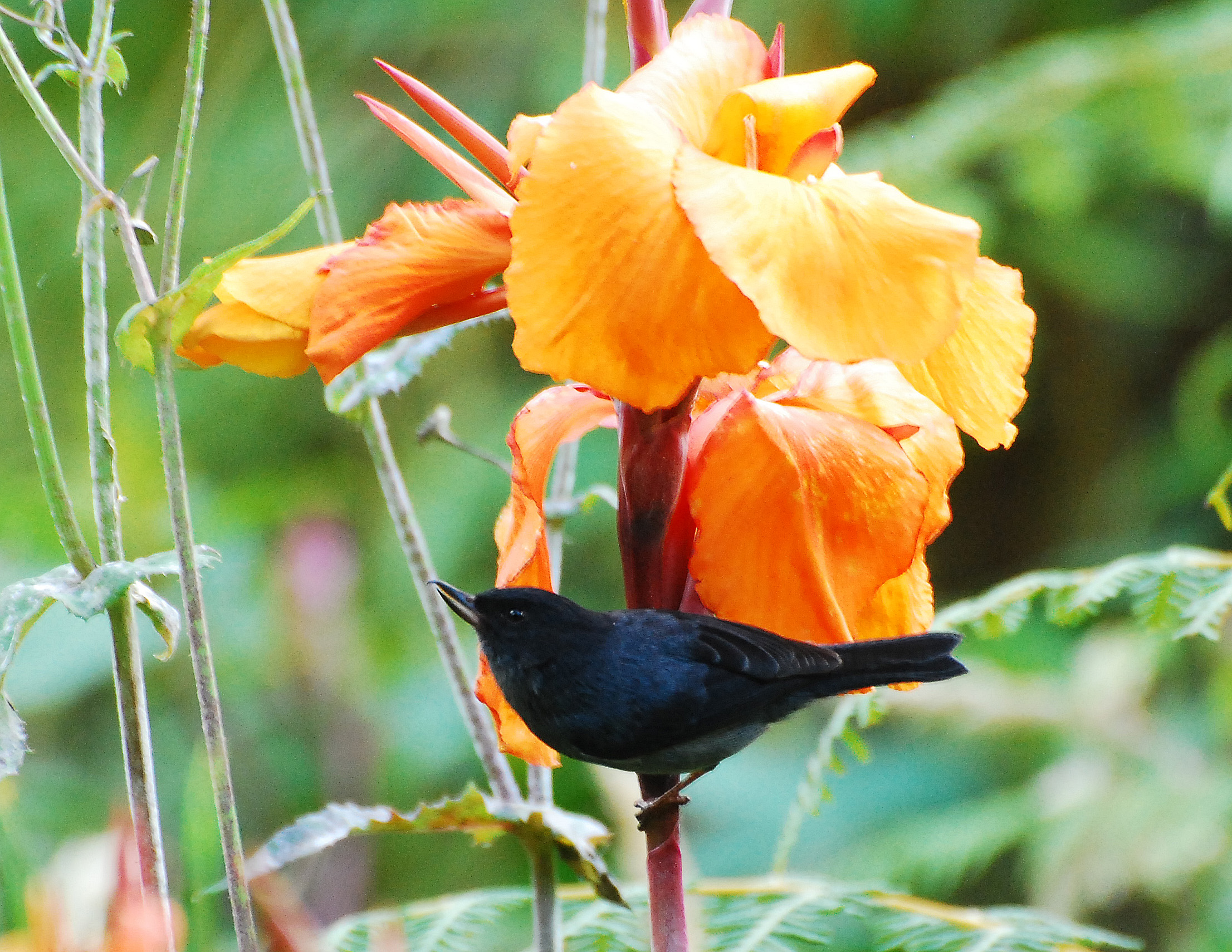